# 남자니까, 여자여서
《남자니까, 여자여서》(From Dusk Till Dawn)는 한국에서 제작된 박인철 감독의 2008년 드라마, 멜로/로맨스 영화이다. 민경진 등이 주연으로 출연하였다.

## 출연

### 주연
- 민경진
- 오정원
- 동방우

## 제작진
- 프로듀서: 심문보
- 조명: 이재명
- 조감독: 권영록
- 녹음: 송진혁
- 믹싱: 이승철
- 미술: 정혜원
- 현장편집: 홍재희